# Зізін
Зізін (рум. Zizin) — село у повіті Брашов в Румунії. Входить до складу комуни Терлунджень.
Село розташоване на відстані 135 км на північ від Бухареста, 12 км на схід від Брашова.

## Населення
За даними перепису населення 2002 року у селі проживали 2309 осіб.
Національний склад населення села:
| Національність | Кількість осіб | Відсоток |
| -------------- | -------------- | -------- |
| румуни         | 1317           | 57,0%    |
| угорці         | 701            | 30,4%    |
| цигани         | 291            | 12,6%    |

Рідною мовою назвали:
| Мова      | Кількість осіб | Відсоток |
| --------- | -------------- | -------- |
| румунська | 1613           | 69,9%    |
| угорська  | 696            | 30,1%    |